# リトル・バード・ネイション
リトル・バード・ネイション（英: Little Bird Nation）は、スチャダラパーを中心とした日本のラップグループ・クラン。略称は、LBまたはLB Nation。元々は桑沢デザイン研究所や下北沢のクラブZOOで仲良くなったヒップホップ好き、テレビゲーム好きの友人同士によって構成された。1990年代中頃には、スチャダラパー「今夜はブギー・バック」「GET UP AND DANCE」が収録されたアルバム『スチャダラ外伝』のヒットにより、渋谷系ムーブメントの流れで語られる事も多かった。

## 来歴
1990年2月、SHINCOの自宅にて、SHINCO、タケイグッドマン、ナイチョロ亀井によって「カメイ's GROOVE」「カメイ's DUB」などの楽曲が作られる。最初はユニット名を亀井の鼻がアメリカのラッパー KRS・ワンばりにデカかったとの理由で「東京BDP」と名乗っていたが、「カメイ's〜」のサンプリングネタ元である楽曲「ピョンピョンリズム」が収録された童謡レーベルの名前がことりレコードであった事から、後にLITTLE BIRDと名を改めた。当初は、スチャダラパー、TOKYO No.1 SOUL SET、THE CARTOONS、TONEPAYSの4組で構成され、後に脱線3、四街道ネイチャー、JUDO、ナオヒロック&スズキスムース、THREE ONE LENGTH、SHINGOSTARが合流した。A.K.I. PRODUCTIONS、キミドリの2組は「助っ人ガイジン」という特別枠で参加している。

## メンバー
- スチャダラパー
  - Bose
  - ANI
  - SHINCO
- TOKYO No.1 SOUL SET
  - BIKKE
  - 渡辺俊美
  - 川辺ヒロシ

- 脱線3
  - ロボ宙
  - MC BOO
  - KING 3LDK (KING 3K)
- TONEPAYS
  - かせきさいだぁ (KING CUT-CHANG)
  - ナイチョロ亀井 (ニトロンガーX、亀井雅文) - タケイグッドマンとは高校の同級生。富士バイオ㈱の御曹司。
  - 光嶋崇 (FAKE-T) - スチャダラパーBOSEの弟。
- THE CARTOONS
  - MATT-NY - タケイグッドマンの弟。英語が堪能で、NIGO率いるAPEクルーと関係が深い。3兄弟で自由が丘に住んでいた。
  - タケイグッドマン(TAKE-1、プロフェッサードリフ)- LB関連のMVも数多く手がけている。Wiz Entertainment所属。
  - オモロマン (K-1、シャシャミン、サザ波先生) - ODDJOB所属。インコ飼育係。
  - DJ ATCHY（歌うDJ） - 静岡へ帰郷のち静岡県宅地建物取引業協会会長に就任。ソウルセット"黄昏"PVの運転手は彼。
  - K-5 - 現在、北海道で農家を営む。ソウルセット"ロマンティック伝説"やかせきさいだぁ≡"午後のパノラマ"、四街道ネイチャー"四街道NATURE"等のCDジャケデザイン・イラストも担当
  - ELF - MOOD担当、詳細不明。

- シンゴスター - 本名・藤井進午。ODDJOB主宰。ホフディラン初期メンバーでベース担当、その後離脱。小宮山雄飛は従兄弟。

- 四街道ネイチャー
  - KZA (北&澤)
  - マイクアキラ
  - DJ Kent (Kent Deli-Cuts)
- ナオヒロック&スズキスムース (元HALOWS)
  - ナオヒロック(REAL NAOHIROCK) - 神戸から上京したての頃は秋葉原のさくらやに勤めていたことから、あだ名はさくらや。
  - スズキスムース
- JUDO - 神戸出身。柔道の名手で高校では兵庫県一位、スポーツ推薦で大学へ入学した。名前は脱線３のMC BOOが命名。
- THREE ONE LENGTH
  - Nama-Roy（ナマルマン）
  - Hirano Brown（海マン、東村山市TROPICAFEオーナー）
  - DJ Kaz Sudo (HOTEI)
- A.K.I. Productions - 助っ人外人枠。
  - A.K.I.
  - Illicit Tsuboi
- キミドリ - 助っ人外人枠。
  - クボタタケシ
  - KURO-OVI (イシグロ、1Drink)
  - DJ MAKO
- サイプレス上野とロベルト吉野 - 2016年に行われた「スチャダラ2016〜LB春まつり〜」参加をきっかけにメンバー入りを果たした。
  - サイプレス上野 (LEGENDオブ伝説)
  - ロベルト吉野

## LB内でのユニット
- SONS OF NICE YOUNG - クボタタケシと川辺ヒロシによるユニットで、通称「S.O.N.Y」。96年発売のアルバムにはLOW IQ 01等も参加。2000年、郷ひろみ「Hallelujah,Burning Love」のリミックスも手がけた。
- クボタタケシ+渡辺俊美 - クボタタケシと渡辺俊美によるユニット。1998年にSKYLARKINより『TIME』CD、EPをリリース。
- FORCE OF NATURE - KZAとDJ KENTによるユニット。
- GALARUDE - 川辺ヒロシ、DJ KENT、笹沼位吉によるユニット。
- THE ZOOT16 - 渡辺俊美のソロユニット。DJ Kaz Sudoも参加していた時期がある。
- M.I.B.(Meguro Incredible Beats) - SHINCOのソロプロジェクト。1999年に12インチシングルを1枚発売したのみ。
- SSY - SHINCO、矢野貴志(AMBIVALENCE/FIVEMAN ARMY)、笹沼位吉によるユニット。Jackson 5のリミックスアルバム等に参加した。
- THE PRIMEMINISTER "PAT" MORITA - KING 3LDKの覆面プロジェクト。2005年1月にアルバム『A BETTER TOMORROW』 を発売した。
- テリヤキ・ボーイズ・セピア - スチャダラパー、ロボ宙、ナオヒロックによるTERIYAKI BOYZのパロディ・ユニット。NIGO®︎の番組でコントを披露していた。
- DONUTS DISCO DELUXE - ANI、ロボ宙、AFRAによるDJ/ライブユニット。
- KZ-1 - KZAと1 Drink(KURO-OVI)によるDJユニット。

## LBと関連の深い人物、団体
- SHAKKAZOMBIE - OSUMI(BIG-O)、HIDE-BOWIE(IGNITION MAN)、TSUTCHIEの3人組。グループの名付け親はKURO-OVI。初ステージがLBまつりだった事から、95年頃までは共に活動する事が多かった。2002年発売のTSUTCHIEのソロアルバム『THANKS FOR LISTENING』には、スチャダラパー、ロボ宙、渡辺俊美がゲスト参加している。
- ホフディラン - 裏LBまつりに出演。SHINGOSTARもかつて在籍。メンバーのワタナベイビーはかせきさいだぁ≡とのユニット「Baby&CIDER≡」としても活動。
- ヒックスヴィル - 大LB夏まつりにかせきさいだぁのサポートとして出演した他、メンバーの木暮晋也はスチャダラパーのライブサポートや、かせきさいだぁとのユニット「TOTEM ROCK」としても活動。
- MC JOE - 大LB夏まつり、スチャダラ2016〜LB春まつり〜の両方に、四街道ネイチャーの客演として参加。また、KING 3LDKとは楽曲での共演や、ユニット「KINGJOE」としてミックステープをリリースする等の活動もある。
- 笹沼位吉 - SLY MONGOOSE及び、THE HELLO WORKSのベーシスト。スチャダラパー、TOKYO No.1 SOUL SETのライブにサポートメンバーとして多数参加。また、SHINCOとは「SSY」として、川辺ヒロシ、DJ KENTとは「GALARUDE」としてもそれぞれ活動している。
- 高木完 - スチャダラパー、脱線3のプロデュース、四街道ネイチャーのEPをリリースしたレーベル「VORTEX」等で多く関わった。
- 藤原ヒロシ - スチャダラパーとの共作や、川辺ヒロシとのユニット「HIROSHI II HIROSHI」等がある。
- SKATE THING - 「大LB夏まつり」のフライヤーや、脱線3「バチルカ」のアートワーク、クボタタケシのミックスCDのジャケットデザイン等を手がけた。
- 川勝正幸 - スチャダラパーを初めてメディアで取り上げた事で知られている。
- 山下直樹 - LBまつりが行われていた下北沢のクラブ「SLITS」の店長。SLITS閉店後は、レーベル「Skylarkin」を主宰し、脱線3のEP『DAS BACK AGAIN!』や、クボタタケシのミックス・テープ『CLASSICS』、川辺ヒロシのミックス・テープ「RISE」等を世に送り出した。
- 荏開津広 -　音楽ライター、DJとしてLBのイベント、CDライナー等に多く関わった。 四街道ネイチャーの名付け親でもある。
- 藤井悟 - THREE ONE LENGTHの名付け親である。
- ECD - 「大LB夏まつり」の一週間前に同会場で行われたヒップホップイベント「さんピンCAMP」の主催者だが、ECDのアルバムにはこれまでに、SHINCO、川辺ヒロシ、TONEPAYS、Illicit Tsuboi、キミドリ、四街道ネイチャーが参加している。
- 小沢健二 - スチャダラパーとの「今夜はブギー・バック」をはじめ、幾つかのMVをタケイグッドマンが制作。アルバム『LIFE』には、LBの面々もバックコーラス等で参加している。
- NIGO®︎ - スチャダラパー、THE CARTOONSのステージ衣装を手がける。また、アルバムにはBoseとKZAのコラボレーション曲「DREAM UNIT」や、SHINCO、FORCE OF NATUREがリミキサーとして参加。2004年発売のアルバム『(B)APE SOUNDS』では、ANI&CQ(BUDDHA BRAND)という、当時としては珍しいコラボレーションも実現した。
- AFRA - デビュー・アルバムをスチャダラパーがプロデュースした他、ANI、ロボ宙とのユニット「DONUTS DISCO DELUXE」としても活動。
- Kenny Boy - カメラマンとしてLBに多く関わる。「大LB博覧会」では写真販売も行われた。
- DEV LARGE - かつて、SHINCO、クボタタケシ、KZA、DJ KENT、DJ G'z-JAY(AZZURRO/元MELLOW YELLOW)というメンバーで、DJイベント「S.D.P」を開催していた。
- AKEEM the DREAM - スチャダラパー『偶然のアルバム』に参加した他、四街道ネイチャー、KING 3LDKとのコラボレーションがある。
- DJ DRAGON - TOKYO No.1 SOUL SETの初期メンバー。
- MC イシダ - 四街道ネイチャーの初期メンバー。
- DJ チカラ - 四街道ネイチャーの初期メンバー。
- RACCOTHANG - 四街道ネイチャーの初期メンバー。
- HUGTONES - かせきさいだぁのバックバンド。元POMERANIANSのメンバーを中心に構成された。
- 三星章紘(Mi-CHANG) - SLY MONGOOSEや、自身のバンド「ミドリのマル」のドラマー。スチャダラパーのバックバンド「全力投球バンド」「ザ・コストパフォーマンス」や、渡辺俊美のユニット「THE ZOOT16」としても活動。

## 参加作品
- Little Bird Strut

1993年2月21日発売のスチャダラパーのアルバム『WILD FANCY ALLIANCE』に収録。
キミドリ、Three One Lengthは参加していない。
- GET UP AND DANCE

1994年4月1日発売のスチャダラパーのアルバム『スチャダラ外伝』に収録。アメリカのファンクバンド FREEDOMの同名曲のカヴァーで、LBの面々がマイクリレーを繋ぐパーティーラップソングとなっている。演奏をしたのは東京スカパラダイスオーケストラ。当時、難聴を理由に活動を休止していた為、A.K.I.は参加していない。
- Boseがレギュラー出演していたフジテレビの子供向け番組『ポンキッキーズ』のオープニングテーマとして冒頭部分が使用されていた。
- 久保ミツロウの漫画「モテキ」第24話のサブタイトルにも引用され、ドラマ版「モテキ」放送時に発売されたコンピレーション『モテキ的音楽のススメ 〜土井亜紀・林田尚子盤〜』にも収録されている。
- 2018年アサヒビールの缶チューハイ「贅沢搾り」CMに使用される。

- Little Bird Strut(Live)

1994年10月21日発売のスチャダラパーのベスト・アルバム『ポテン・ヒッツ 〜シングル・コレクション〜』に収録。1993年4月8日にSHIBUYA ON AIRで行われた「WILD FANCY ALLIENCEツアー」東京公演でのライブ音源。冒頭のナイチョロ亀井による「DJ SHINCOにズームイン!」というフレーズで始まるスタイルは後のライブでも度々登場し、ファンにもおなじみとなっている。
- Little Bird Strut  Remixed by Illicit Tsuboi(A.K.I.PRODUCTIONS)

Little Bird Strutのリミックスで、1995年12月1日発売のスチャダラパーのリミックスアルバム『Cycle Hits 〜remix Best Collection〜』に収録。
以下はLBネイション名義では無いものの、LBメンバーがコラボレーションした主な楽曲である。
- 笑ってる場合ですよ - 脱線3

1994年7月21日発売の脱線3の1stアルバム『バチルカ』に収録。Bose、ANI、SHINCO、JUDO、高木完が参加した。珍しいSHINCOのラップを聴くことが出来る。
- ボンスク　ロック - 脱線3

1994年7月21日発売の脱線3の1stアルバム『バチルカ』に収録。THE CARTOONSが参加した。
- ジゴロ7 - スチャダラパー

1995年4月26日発売のスチャダラパーの5thアルバム『5th WHEEL 2 the COACH』に収録。ボー様(Bose)、サンペー(KING 3LDK)、ロボ郎(ロボ宙)、シンの字(SHINCO)、ヨシヒト(TAKEI GOODMAN)、ニーやん(ANI)、ブッダさん(MC BOO)と全員変名を名乗っている。
- ディグ・ダグ・プーカ - かせきさいだぁ

1995年11月20日発売のかせきさいだぁの1stアルバムに収録。THE CARTOONSのメンバーがゲスト参加した。大LB博覧会のダイジェスト映像がYouTubeにアップされた際は、インストゥルメンタルバージョンがBGMとして使用されている。
- ウルティメイト・ベシャリスト - 脱線3

1995年12月1日発売の脱線3の2ndアルバム『XXX JAPAN』に収録。四街道ネイチャー、SHAKKAZOMBIE、スズキスムース、リカ、Nama-Roy、ホフディランが参加した。
- UGLY YOUTH THINKING (ELEGANT GIRL'S THINKING Illicit Tsuboi Remix) feat. TRF(Tokyo Ruffneck Foundation) - COOL SPOON

1995年に発売されたCOOL SPOONのシングル「ELEGANT GIRL'S THINKING」に収録。KURO-OVI、KZA、マイクアキラ、OSUMI、HIDE-BOWIEがラップで参加した。後に、DEV LARGE監修のコンピレーション『DJ BOBO JAMES a.k.a D.L.presents ABSOLUTELY BAD 〜日本語ラップ黄金期セレクション外伝〜』 （2009年12月2日、Bad News）にも収録されている。
- FUN - ザ・ユウヒーズ

1996年4月24日にNATURALから発売されたホフディランの小宮山雄飛と堀内順也によるユニット、ザ・ユウヒーズの1stアルバム『ユウヒビール』に収録。BIKKE、かせきさいだぁ≡がラップで参加している。
- バジリコ・バジリコ- TOKYO No.1 SOUL SET

1996年8月21日発売のTOKYO No.1 SOUL SETの2ndアルバム『Jr.』の初回盤付属8cm CDに収録。Bose、かせきさいだぁ、タケイグッドマンがゲスト参加した。
- CARS-JOINT- スチャダラパー

1996年9月4日発売のスチャダラパーの6thアルバム『偶然のアルバム』に収録。MATT-NYとシャシャミンがゲスト参加している。
- トロピカルサイダー20000マイル - かせきさいだぁ

1998年8月21日発売のかせきさいだぁ≡の2ndアルバム『SKYnuts』に収録。Bose、渡辺俊美がゲスト参加した。
- Never Ending Beats - スチャダラパー feat.TOKYO No.1 SOUL SET

2010年2月24日発売のスチャダラパーのベスト・アルバム『THE BEST OF スチャダラパー1990〜2010』に収録。
- STARDUST - TOKYO No.1 SOUL SET feat.スチャダラパー

2010年2月24日発売のTOKYO No.1 SOUL SETのベスト・アルバム『BEST SET』に収録。
- ワープトンネル - スチャダラパー feat.ロボ宙&かせきさいだぁ

2010年12月1日にパックマン30thアニバーサリーとして限定配信された後、「スチャダラ2011〜オール電化フェア〜」ライブ会場限定アルバム『3000』と、2015年1月28日のアルバム『1212』に収録された。
- SOUND BURGER PLANET - かせきさいだぁ

2011年6月29日発売のアルバム「SOUND BURGER PLANET」に収録。渡辺俊美がゲストボーカルで参加し、プロデュースはILLICIT TSUBOIが手掛けた。
- 明日ライドオンタイム feat. Bose - かせきさいだぁ

2011年6月29日発売のアルバム「SOUND BURGER PLANET」に収録。サウンド・プロデュースは川辺ヒロシ。
その他、各アーティストでお互いにフィーチャリングし合った楽曲が多数存在する。

## LBにまつわる主要イベント
- LBまつり

下北沢のクラブ「ZOO(後にSLITSに改名)」で行われていた月一レギュラーイベント。1992年4月25日の第一回目の出演者はTONEPAYS、THE CARTOONS、TOKYO No.1 SOUL SETで、スチャダラパーは大人の事情により変名(ゲームボーイズ、JUNKO LESS 3等)で出演。1995年には、かせきさいだぁ≡、四街道ネイチャー、ホフディラン、SHAKKAZOMBIE等による「裏LBまつり」なるイベントも行われている。
- 大LB夏祭り

1996年7月14日に日比谷野外大音楽堂で開催。LBの面々の他、楽曲によりキタフユ、MC JOE、ヒックスヴィルもゲスト出演している。LBの面々や、その周辺の山下直樹、荏開津広も登場するトレーディングカード「LBカード」が限定発売された。(LBカードは2014年からスマートフォンアプリとして配信されている。)
- 1990-2000SDP

2000年5月5日に赤坂BLITZにて行われたスチャダラパーのCDデビュー10周年イベント。「GET UP AND DANCE」が披露された他、TOKYO No.1 SOUL SET、かせきさいだぁ(with Illicit Tsuboi & TUCKER)のライブも行われた。
- RADIO SHOCK!

SHINGOSTAR主催の2000年頃より恵比寿みるくで不定期開催されたオールナイトイベント。かせきさいだぁ(with Illicit Tsuboi & TUCKER)がレギュラー出演し、TOTEM ROCK結成のきっかけにもなった。ライブではTAKEI GOODMANが不定期でゲスト出演する事もあった。
- スチャダラ2010〜オールスター感謝祭〜

2010年5月9日に日比谷野外大音楽堂にて開催された、スチャダラパーのデビュー20周年を記念したイベント。LBの面々も10年ぶりに集結した。
- LB大アート祭り

2010年6月5日から6月29日の期間に原宿のTOKYO CULTUART by BEAMSにて開催。かせきさいだぁ、ナイチョロ亀井、ANIのアート作品の展示や、タケイグッドマンのDJ等が行われた。
- スチャダラ全力投球！

2012年5月26日に日比谷野外大音楽堂にて開催。アンコールではLBの面々とサイプレス上野が登場(但しナオヒロック&スズキスムースとクボタタケシは不在)し、「GET UP AND DANCE」が披露された。
- IN THE ROOF

2014年1月24日から三軒茶屋a-bridgeの月一レギュラーとしてスタート。川辺ヒロシのDJ、渡辺俊美のライブ、TAKEI GOODMANのVJに、毎回シークレットでゲストライブとゲストDJがそれぞれ行われる。ゲストは事前に告知される事はほとんど無い為、実際に会場に足を運ばなければ誰が来るのかわからないのが特徴。渡辺俊美が地方ライブ出演の為欠席の際は、タイトルを「ON THE ROOF」に変え、サイトウ"J×J×"ジュン等が代理出演する事がある。これまでにゲストライブにはハナレグミ、ゲストDJには荒川良々も出演している。
- 大LB博覧会 at PINEBROOKLYN

2014年6月21日から6月29日に大阪・PINEBROOKLYNにて開催。初日にはTOKYO No.1 SOUL SET、THE CARTOONS、クボタタケシが、2日目にはスチャダラパー、かせきさいだぁ、ロボ宙、JUDOがそれぞれ出演し、ライブ、DJ、トークショー、作品の展示、ファンとの交流、貴重なプロモアナログ盤の限定販売なども行われた。
- 大LB博覧会 at TOKYO CULTUART by BEAMS

2015年1月16日から2月11日にかけて開催。「大LBボロ市」、「アニ・シャシャ・ヒロシの面白蔵出しタンブラー画像100連発！もしかしてだけど〜こんなに面白くちゃダメよダメダメスペシャル！」、「LBと川勝正幸」、「ナイチョロ亀井プレゼンツ『愛せ（ICE）-T 2015 in HARAJUKU』」等のトークショーや渡辺俊美、かせきさいだぁ&中森泰弘(ヒックスヴィル)、DONUTS DISCO DELUXEのミニライブ、展示、ワークショップがそれぞれ行われた。かせきさいだぁ監修のインタビュー本「LB NOW」も会場限定発売されている。
- スチャダラ2016 〜LB春まつり〜

2016年4月17日に日比谷野外大音楽堂にて開催。LBの面々の他、ザ・コストパフォーマンス（スチャダラパーのバックバンド）、サイプレス上野とロベルト吉野、SEX山口、やけのはら、MATSUMOTO HISATAAKAA、AKEEM the DREAM、タイプライター、MC JOE、AFRAも出演した。